# Laura Gantenbein
Laura Gantenbein (* 1989) ist eine Schweizer Politikerin, Präsidentin der Grünen Partei im Kanton Solothurn und Gemeinderätin der Stadt Solothurn.

## Leben
Laura Gantenbein arbeitet als Primarlehrerin in Olten und ist als Vertreterin der Pfadi Präsidentin der Arbeitsgemeinschaft Solothurner Jugendverbände. Längere Zeit war sie bei den Jungen Grünen aktiv. Sie sitzt im Gemeinderat der Stadt Solothurn und präsidiert die Arbeitsgemeinschaft Solothurner Jugendverbände.
Am 4. April 2018 wurde Laura Gantenbein ins Amt der Präsidentin der Grünen Kanton Solothurn gewählt. Sie trat damit die Nachfolge von Felix Wettstein an und will sich neben Umweltanliegen auch auf die Lohngleichheit konzentrieren.
Im November 2018 wurde bekanntgegeben, dass Gantenbein für die Kantonalpartei für die Nationalratswahlen nominiert wird.
Gantenbein hat am 1. August 2017 die Festrede an der Bundesfeier in Solothurn gehalten.
Am 21. Oktober 2020 haben die GRÜNEN Stadt Solothurn Laura Gantenbein für die Stadtpräsidiumswahlen nominiert.